# Зимаков, Василий Иванович
Василий Иванович Зимаков — телефонист 353-го стрелкового полка (47-я стрелковая дивизия, 6-я гвардейская армия, затем 4-я ударная армия, 1-й Прибалтийский фронт), младший сержант.

## Биография
Василий Иванович Зимаков родился в крестьянской семье в деревне Горенское Калужского уезда Калужской губернии (в настоящее время городской округ город Калуга). Окончил 7 классов школы. Работал путевым обходчиком на железнодорожной станции Калуга.
В январе 1943 года Калужским райвоенкоматом Тульской области был призван в ряды Красной армии. На фронтах Великой Отечественной войны с февраля 1943 года.
В бою в районе города Невель Псковской области 5 марта 1944 года гвардии младший сержант Зимаков неоднократно выходил на линию для устранения порывов связи. Только за 1 день боя он 28 раз устранял порывы связи. Показал отличное знание техники. Приказом по 47 стрелковой дивизии от 18 марта 1944 года он был награждён орденом Славы 3-й степени.
В составе уже 90-й стрелковой дивизии телефонист Зимаков гвардии младший сержант  в период с 10 мая по 5 июня 1944 года в оборонительных боях в Идрицком районе Псковской области неоднократно под сильным огнём противника выходил на линию, устрания обрывы линий связи и обеспечивая беспрерывную связь подразделений с командованием полка. Приказом по 22-му стрелковому корпусу от 4 августа 1944 года он повторно был награждён орденом Славы 3-й степени. Указом Президиума Верховного Совета СССР от 26 декабря 1967 года приказ был отменён и он был перенаграждён орденом Славы 1-й степени.
В наступательных боях на Рижском направлении с 14 сентября 1944 года при прорыве обороны противника младший сержант Зимаков, проводя и налаживая связь НП командира полка с наступающими подразделениями, проявил образцы мужества и героизма. 17 сентября 1944 года при форсировании реки Миса, (севернее Елгавы) несмотря на сильный артиллерийский огонь противника, он быстро и чётко дал связь. За время переправы, не взирая на опасность и рискуя жизнью, он устранил 9 порывов линии, поддерживая связь, чем дал командованию оперативно руководить операциями по форсированию реки. По форсировании реки Зимаков также держал непрерывную связь и в момент отражении контратаки противника устранил 7 порывов линии. Приказом по 4-й ударной армии от 23 октября 1944 года он был награждён орденом Славы 2-й степени.
Демобилизован в январе 1948 года в звании старшины. Вернулся на родину. Жил в Калуге, работал машинистом тепловоза. За успехи в труде был награждён орденом Трудовой Славы 3-й степени.
6 апреля 1985 года в ознаменование 40-летия Победы он был награждён орденом Отечественной войны 1-й степени.
Скончался 17 декабря 1985 года, похоронен в посёлке Садовая (Калуга).